# Ekmekçi, Karacabey
Ekmekçi là một xã thuộc huyện Karacabey, tỉnh Bursa, Thổ Nhĩ Kỳ. Dân số thời điểm năm 2011 là 364 người.